# Formation de Matmor

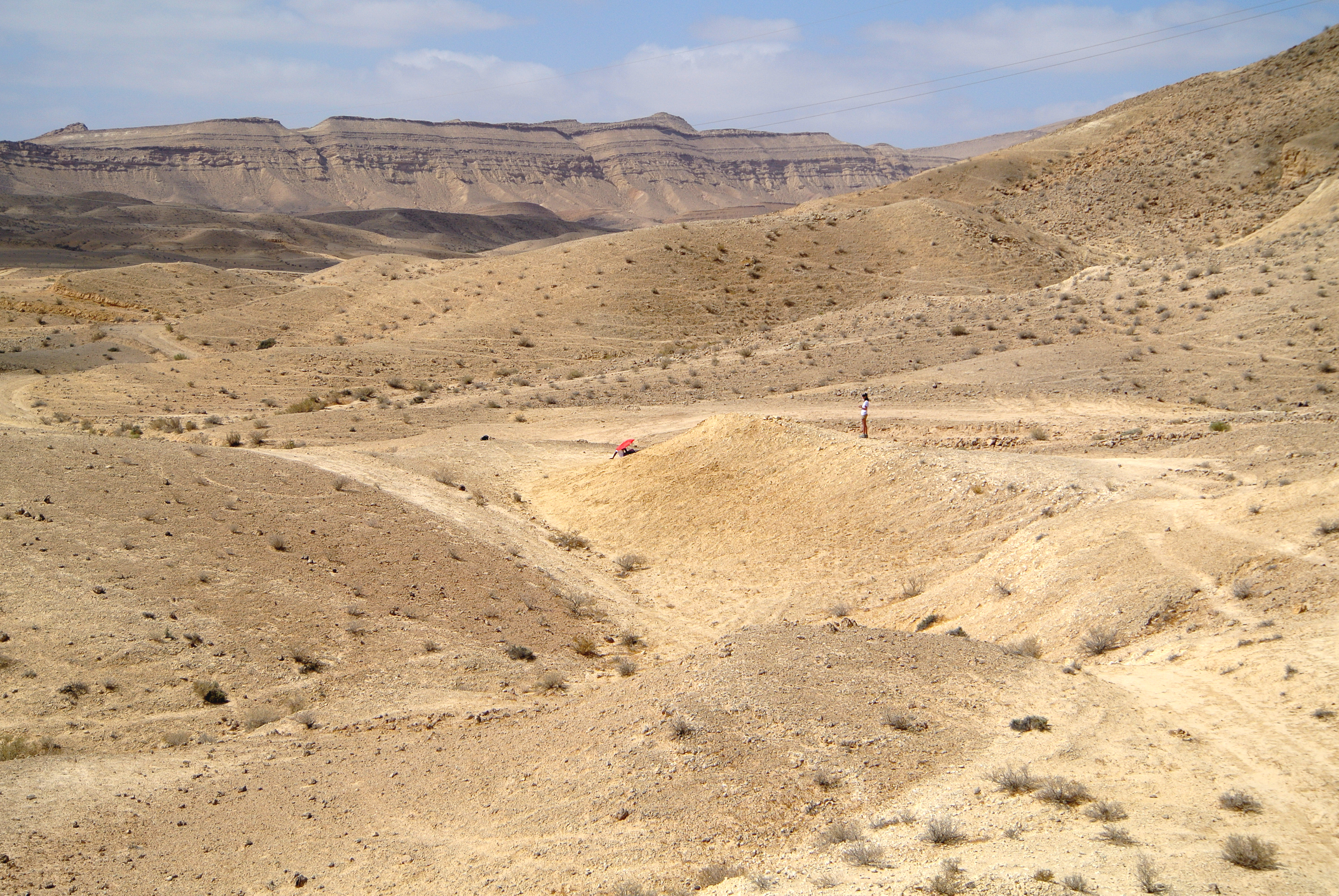
Formation de Matmor en Israël.

La formation de Matmor est le nom d'une formation géologique de 100 mètres d'épaisseur datant du Jurassique exposée dans la Hamakhtesh Hagadol en Israël.
La formation de Matmor contient des fossiles indiquant un environnement marin équatorial aux eaux peu profondes. On y rencontre des bivalves, des gastéropodes, des éponges, des coraux, des échinodermes et des sclérobiontes. La stratigraphie de la formation de Matmor est composée de couches alternatives de calcaires et de marnes.

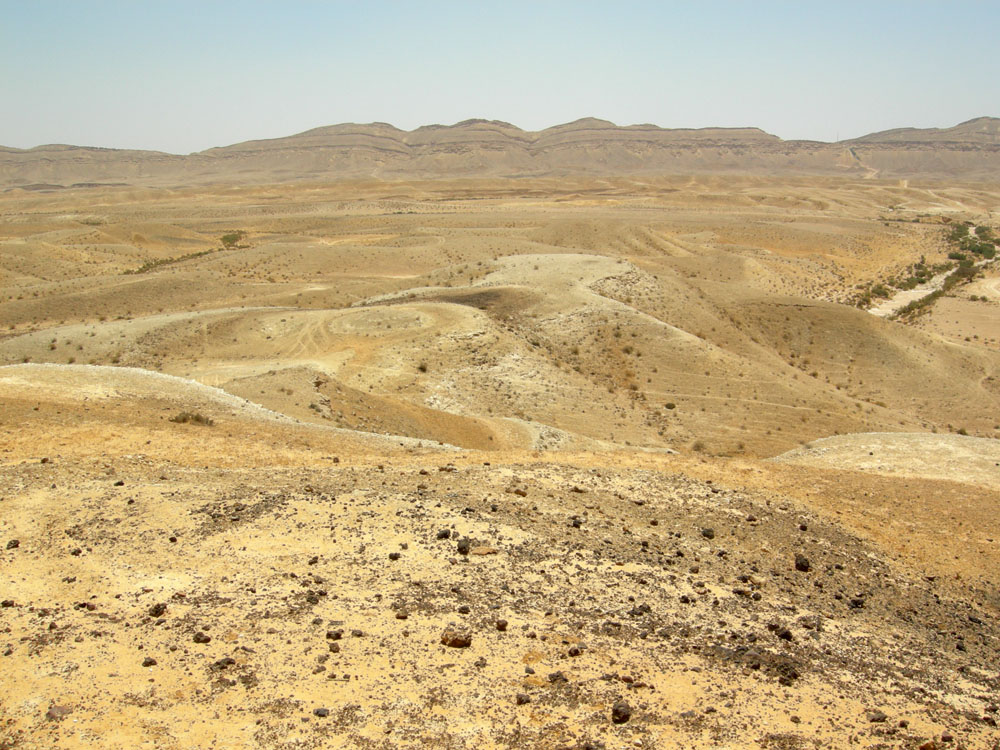
marnes et calcaires de la formation de Matmor Formation au centre Makhtesh Gadol.
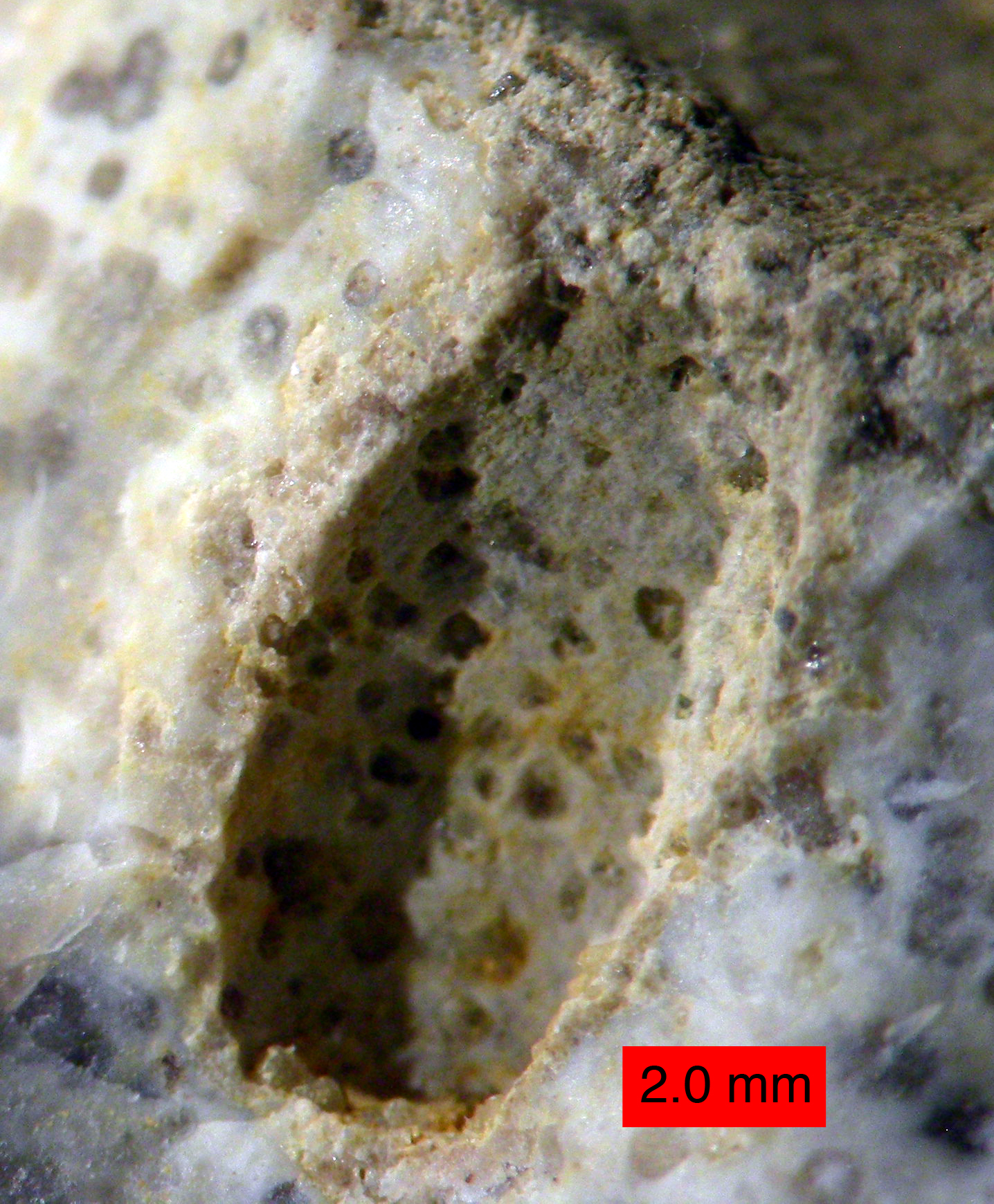
Gastrochaenolites portant un corail dans la formation de Matmor.
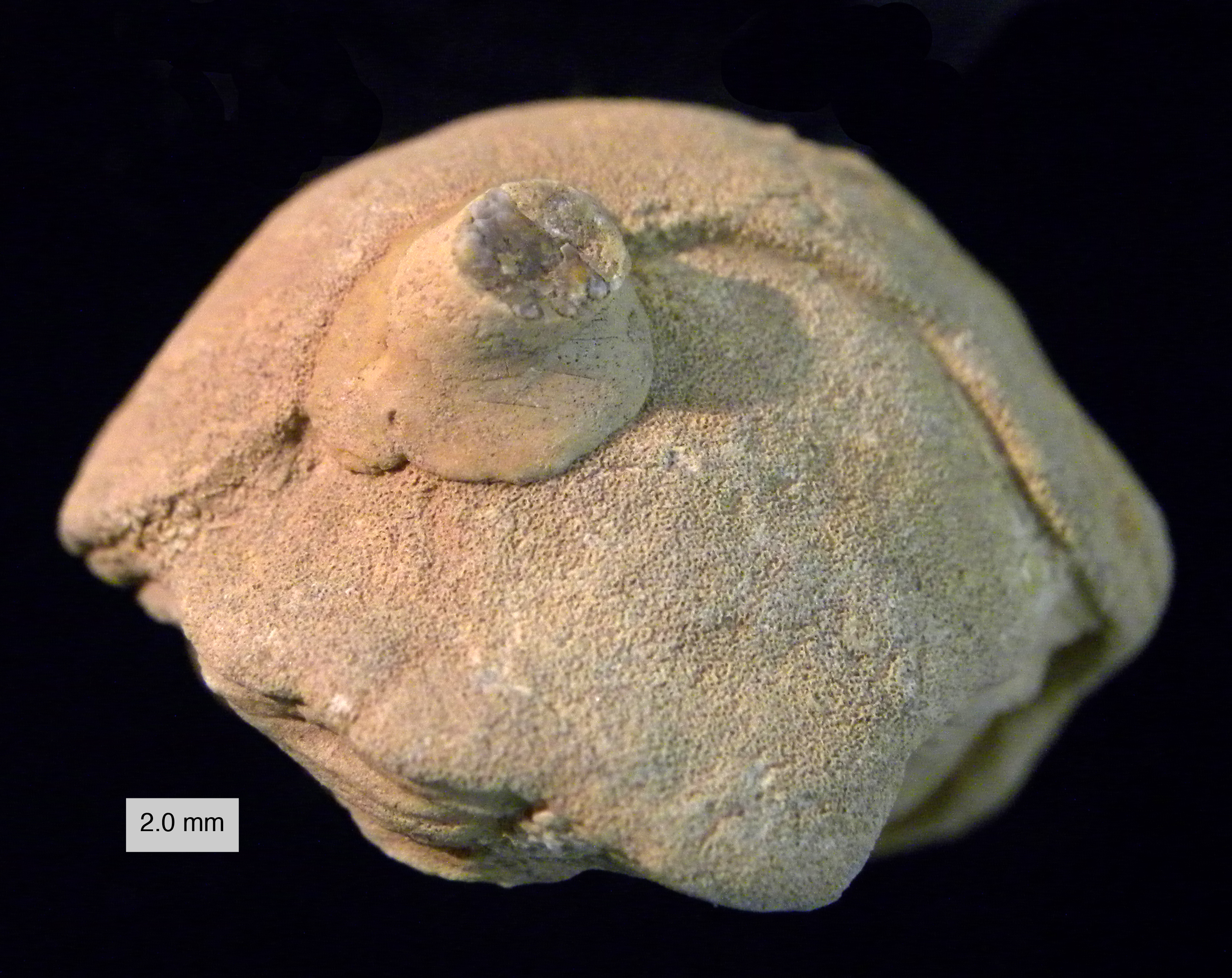
Éponge Calcarea et la formation de Matmor.
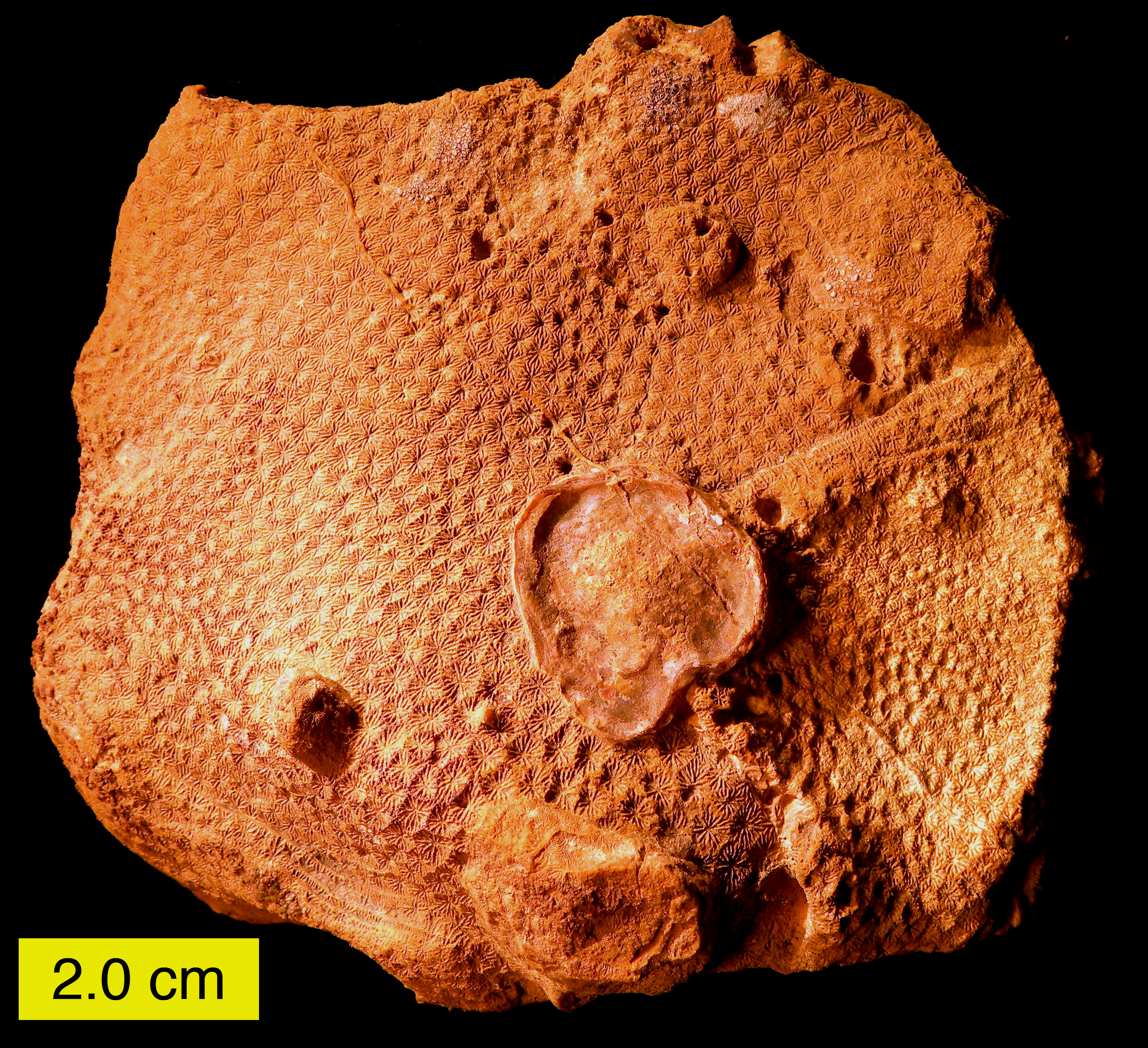
Corail Scleractinia dans la formation de Matmor.
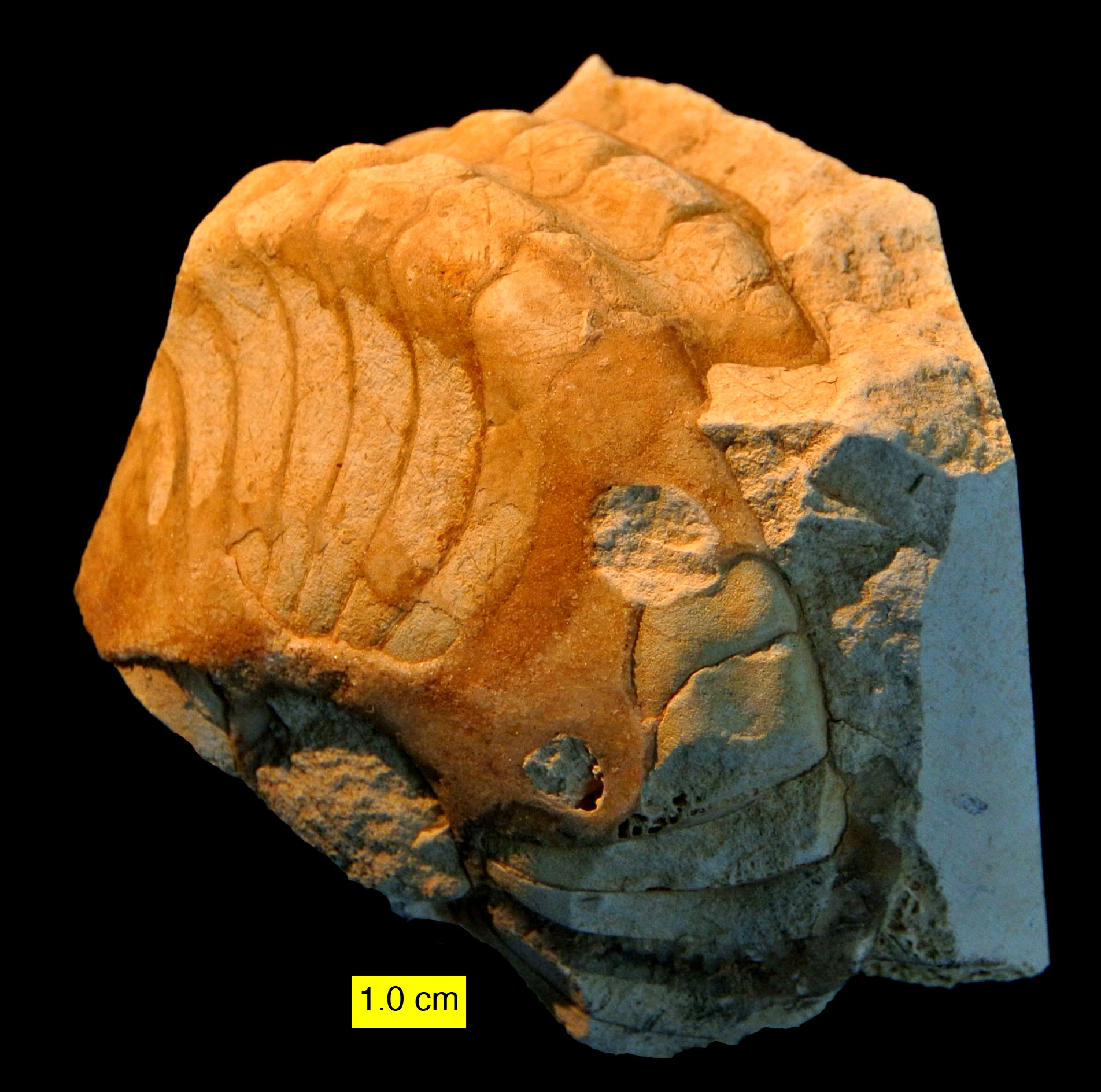
Paracenoceras, un nautile de la formation Matmor.
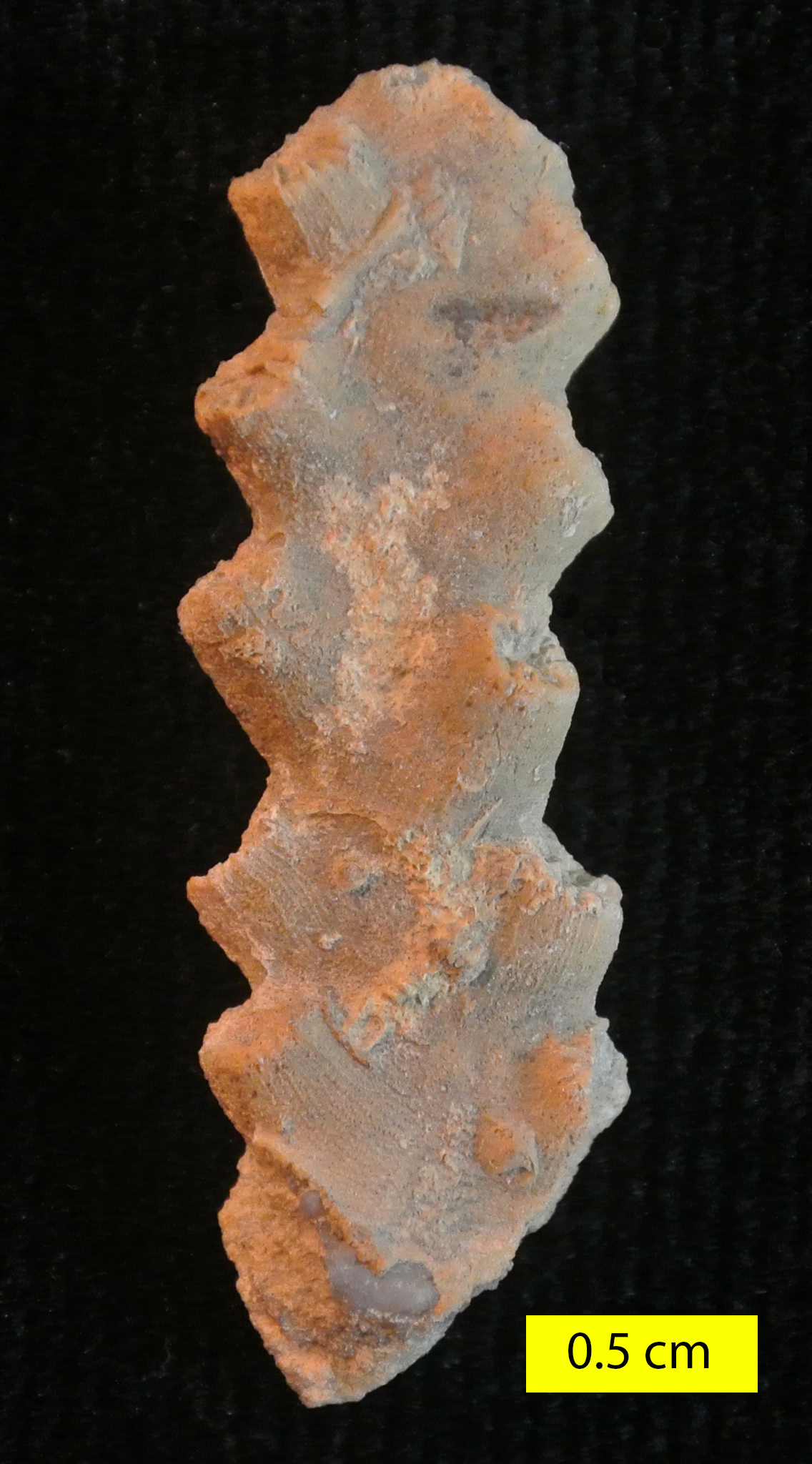
Enallhelia, un corail scléractinien de la formation de Matmor.